# Vera Lynn
Vera Lynn (East Ham, Londres, 20 de marzo de 1917-Ditchling, Sussex Oriental, 18 de junio de 2020) fue una popular vocalista británica, cuya carrera se desarrolló durante la Segunda Guerra Mundial cuando fue apodada The Forces’ Sweetheart (La novia de las fuerzas armadas). Entre sus numerosas canciones destacan «We'll Meet Again» y «The White Cliffs of Dover». Era considerada una de las principales artistas activas durante la Segunda Guerra Mundial. En 1952 se convirtió en la primera británica en encabezar las listas de ventas estadounidenses, y hace poco en la persona de mayor edad que integra la lista británica de los 20 discos más vendidos, a los 97 años.

## Biografía
Vera Lynn nació con el nombre de Vera Margaret Welch el 20 de marzo de 1917 en East Ham, Londres. Más tarde, adoptó el apellido de su abuela, Lynn. Comenzó a cantar a la edad de 7 años en un club de trabajadores. Su primera actuación por radio, acompañada de la orquesta de Joe Loss, fue en 1935. Un año después, hizo su primera grabación como solista con, «Up the Wooden Hill to Bedfordshire». 
Lynn se casó con el clarinetista y saxofonista Harry Lewis en 1939, año en que comienza la Segunda Guerra Mundial. En 1940 comenzó su propio programa de radio, «Sincerely Yours». Enviaba mensajes a las tropas británicas destinadas al extranjero. En este show ella y un cuarteto interpretaban las canciones más solicitadas por los soldados en el extranjero. Visitaba también hospitales, donde entrevistaba a nuevas madres y enviaba mensajes a sus maridos en territorio enemigo. Realizó giras por Egipto, India y Birmania, donde dio conciertos para los soldados.
En 1939 grabó la canción "We'll Meet Again», canción con letra y música de Ross Parker y Hugh Charles. En 1942, protagonizó una película del mismo título. La letra nostálgica atrajo a mucha gente que se había visto obligada a separarse de sus seres queridos por la guerra. La canción se convirtió en un emblema del periodo de guerra.
Después de la guerra, su "Auf Wiedersehen Sweetheart» se convirtió en la primera grabación de un artista británico en encabezar las listas americanas, durante nueve semanas. «Auf Wiedersehen Sweetheart», junto con «The Homing Waltz» y «Forget-Me-Not» entraron en la lista de éxitos del Reino Unido.

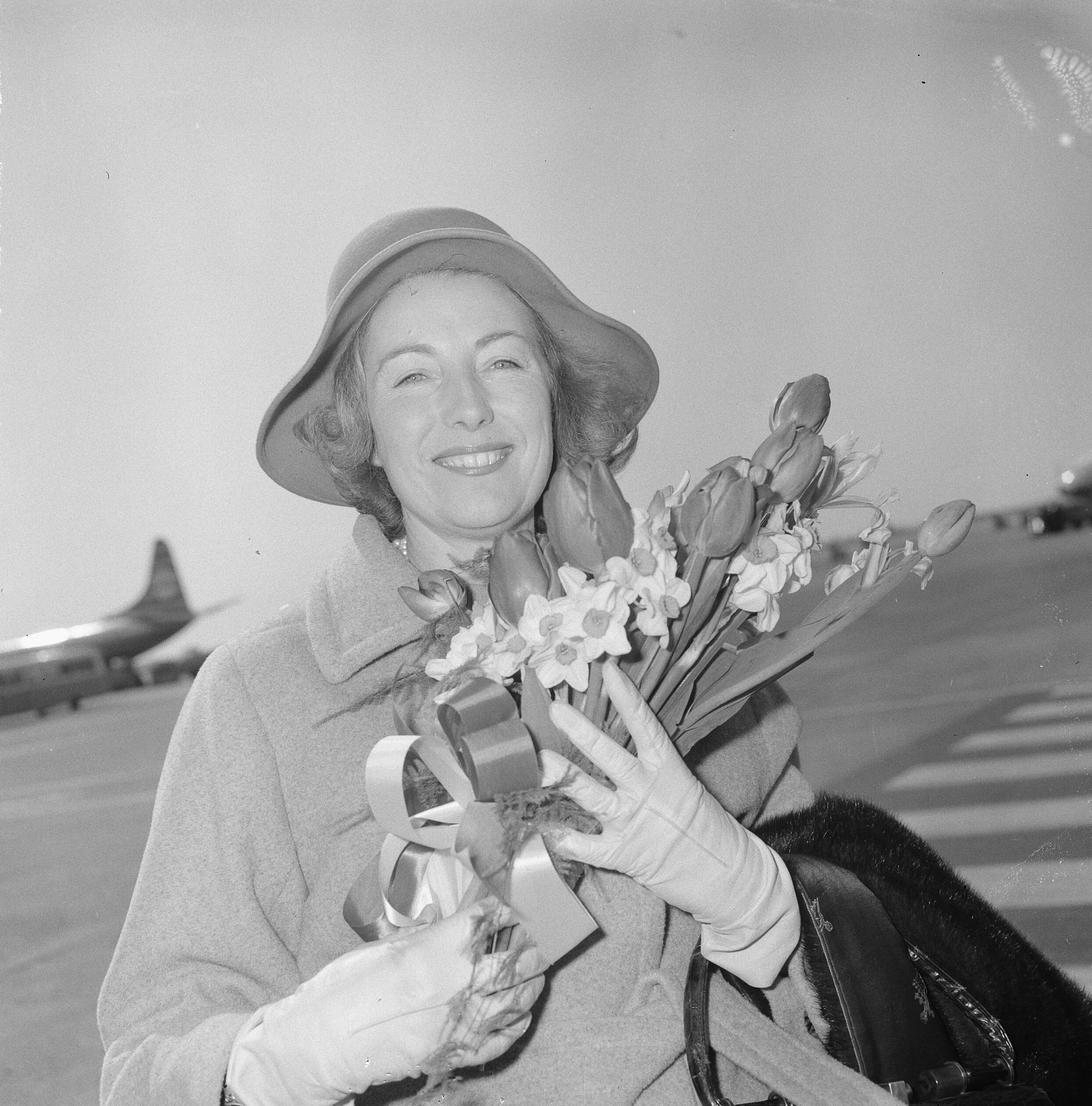
Vera Lynn en 1965.

La carrera de Vera Lynn prosperó durante los años 50, siendo la cima de su carrera la canción «My Son, My Son», número uno en 1954. Lynn (que tuvo una hija) coescribió la canción con Eddie Calvert. A comienzos de los 60, Lynn deja la Decca Records, con la que había grabado durante 25 años y se unió a EMI. Lideró de nuevo la lista de éxitos en Reino Unido en el año 1967 con «It Hurts To Say Goodbye».
Lynn fue nombrada Oficial de la Orden del Imperio Británico en 1969 y Dama Comandante en 1975.
En 2002, a la edad de 85 años, se convirtió en presidenta de una organización benéfica de enfermos de parálisis mental y organizó un concierto en nombre de la reina Isabel II en Londres.
Cantó en Trafalgar Square en 2005 en una ceremonia del aniversario de la victoria de la Segunda Guerra Mundial en Europa. Lynn, con 88 años, decidió finalizar su carrera artística y ésta fue su última interpretación pública.
También es nombrada en el disco y en la película The Wall en la canción «Vera» del grupo de rock progresivo Pink Floyd, haciendo alusión también a su canción «We'll Meet Again». El tema «The Little Boy that Santa Claus Forgot» da inicio a la película lanzada en 1982.
Vera Lynn falleció el 18 de junio de 2020 en su hogar en Sussex Oriental a los 103 años.

## Discografía

### Álbumes de estudio
| Título                                          | Detalles                                               | Posición en las listas | Certificaciones |
| Título                                          | Detalles                                               | Reino Unido            | Certificaciones |
| ----------------------------------------------- | ------------------------------------------------------ | ---------------------- | --------------- |
| Sincerely Yours                                 | - Publicación: 1949 - Discográfica: Decca              | —                      |                 |
| Vera Lynn Concert                               | - Publicación: 1955 - Discográfica: Decca              | —                      |                 |
| If I Am Dreaming                                | - Publicación: 1956 - Discográfica: Decca              | —                      |                 |
| The Wonderful World of Nursery Rhymes           | - Publicación: 1958 - Discográfica: Decca              | —                      |                 |
| Vera Lynn Sings...Songs of the Tuneful Twenties | - Publicación: 1959 - Discográfica: Decca              | —                      |                 |
| Sing With Vera                                  | - Publicación: 1960 - Discográfica: MGM Records        | —                      |                 |
| Your                                            | - Publicación: 1960 - Discográfica: MGM Records        | —                      |                 |
| As Time Goes By                                 | - Publicación: 1961 - Discográfica: MGM Records        | —                      |                 |
| Hits of the Blitz                               | - Publicación: 1962 - Discográfica: His Master's Voice | —                      |                 |
| The Wonderful Vera Lynn                         | - Publicación: 1963 - Discográfica: His Master's Voice | —                      |                 |
| Among My Souvenirs                              | - Publicación: 1964 - Discográfica: His Master's Voice | —                      |                 |
| More Hits of the Blitz                          | - Publicación: 1966 - Discográfica: His Master's Voice | —                      |                 |
| Hits of the 60's – My Way                       | - Publicación: 1970 - Discográfica: Columbia           | —                      |                 |
| Unforgettable Songs by Vera Lynn                | - Publicación: 1972 - Discográfica: Columbia           | —                      |                 |
| Favourite Sacred Songs                          | - Publicación: 1972 - Discográfica: Columbia           | —                      |                 |
| Vera Lynn Remembers – The World at War          | - Publicación: 1974 - Discográfica: EMI                | —                      |                 |
| Christmas with Vera Lynn                        | - Publicación: 1976 - Discográfica: EMI                | —                      |                 |
| Vera Lynn in Nashville                          | - Publicación: 1977 - Discográfica: EMI                | —                      |                 |
| Thank You For the Music (I Sing The Songs)      | - Publicación: 1979 - Discográfica: Pye                | —                      |                 |
| Singing To the World                            | - Publicación: 1981 - Discográfica: Pye                | —                      |                 |
| 20 Family Favourites                            | - Publicación: 1981                                    | 25                     | - Oro           |
| Vera Lynn Remembers                             | - Publicación: 1984 - Discográfica: Nelson             | —                      |                 |
| We'll Meet Again                                | - Publicación: 1989                                    | 44                     |                 |
| Unforgettable                                   | - Publicación: 2010                                    | 61                     |                 |